# Lonchodes harmani
Lonchodes harmani är en insektsart som beskrevs av Bragg och Chan 1993. Lonchodes harmani ingår i släktet Lonchodes och familjen Phasmatidae. Inga underarter finns listade i Catalogue of Life.